# Risen (álbum de The Awakening)
Risen es el álbum de estudio debut de la banda de rock gótico de África del Sur The Awakening publicado en abril de 1997. El álbum contiene el éxito «The Sounds of Silence» una adaptación de la canción original interpretada por Simon and Garfunkel. La versión logró popularidad masiva en Sudáfrica y sigue siendo uno de los sencillos más famosos de la banda. Musicalmente, el álbum enfatiza en el estilo de rock gótico tradicional que recuerda a bandas como The Damned, The Cult, and The Sisters of Mercy.

## Antecedentes
La producción de Risen comenzó en marzo de 1996. El álbum fue grabado en Mega Music Studios en Johannesburgo con Leon Erasmus como productor.

## Lista de canciones
* Todas las canciones son escritas por Ashton Nyte
1. «Nightfall» – 0:34
2. «Past Idol» – 4:00
3. «Change» – 4:05
4. «Focus» – 3:30
5. «The Sounds of Silence» – 3:53
6. «Difference» – 4:28
7. «Intervention» – 3:55
8. «Holocaust» – 5:09
9. «Standing» – 4:14
10. «Turn Away» – 3:20
11. «Jezzebel» – 4:30
12. «Sacrificial» – 4:33
13. «Child of the Moon» – 2:16 
Bonus tracks para Estados Unidos:
14. «Standing» (versión acústica) - 3:42
15. «No Reason» - 4:21